# Sphaerodactylus lineolatus
Sphaerodactylus lineolatus — вид геконоподібних ящірок родини Sphaerodactylidae. Мешкає в Панамі і Колумбії.

## Поширення і екологія
Sphaerodactylus lineolatus мешкають на сході Панами та в низовинах і передгір'ях на півночі Колумбії. Вони живуть в сухих і вологих тропічних лісах в низовинах та у вологих тропічних лісах в передгір'ях, серед опалого листя, трапляються у вторинних лісах, в Панамі поблизу людських поселень. Зустрічаються на висоті до 850 м над рівнем моря